# 小安德烈斯島鬣蜥
小安德烈斯島鬣蜥（學名Iguana delicatissima）是小安的列斯群島特有的一種大型蜥蜴。由於棲息地的破壞、野生掠食者、捕獵及混種都令它們的數量急速衰落。人工繁殖也只有兩個成功個案。
其种加词“delicatissima”意为“小安德烈斯島的”。

## 分類
小安德烈斯島鬣蜥的種小名是拉丁文的「特別」。它們最初是由奧地利自然學家劳伦蒂於1768年描述。

## 形態
小安德烈斯島鬣蜥的面部很大及短，但沒有美洲鬣蜥尾巴的斑紋。它們也沒有美洲鬣蜥耳孔下又大及圓的鱗片。
不同群落的小安德烈斯島鬣蜥顏色也有不同，但一般都是呈灰色，腹部有綠色疙瘩。它們的頭部鱗片很大及呈象牙色。雄蜥的頜是粉紅色的，眼睛周圍的鱗片是藍色的。雄蜥的大腿內側有股孔，在繁殖季節可以分泌出信息素。雄蜥長約60厘米，尾巴長80厘米；雌蜥只有雄蜥的三分之二大小。
- 隐藏在面包树中的小安德烈斯島鬣蜥
- 小安德烈斯島鬣蜥头部特写
- 小安德烈斯島鬣蜥腹部特写
- 幼蜥

## 分佈及棲息地
小安德烈斯島鬣蜥分佈在小安的列斯群島的聖巴泰勒米島、安圭拉、聖馬丁島、聖尤斯特歇斯島、安地卡島、瓜德羅普、多米尼克及馬提尼克。它們棲息在叢林之中。

## 生態
小安德烈斯島鬣蜥主要是草食性的，吃多達100種植物的葉子、花朵、果實及芽。但由於植物中鉀的含量較養份多，故它們需要吃大量的植物來滿足代謝的需要，這卻影響了它們的滲透調節。它們像大部份的蜥蜴般是不能製造比體液濃的尿液，而要像鳥類般從鼻鹽腺以尿酸鹽排出身體內的氮。

## 保育狀況
國際自然保護聯盟將小安德烈斯島鬣蜥列為極危。在島內是禁止捕獵它們的，但其執行卻遇到重重的困難。它們另外也受到失去棲息地及入侵的野狗等掠食的威脅。不過，最大的威脅其實是來自它們同屬的物種。美洲鬣蜥被引入到小安的列斯群島並成為入侵物種，直接與它們就食物及資源進行競爭。再者，美洲鬣蜥也會與它們混種，令它們的數量大幅下降。
在杜瑞爾野生動物保育信託（Durrell Wildlife Conservation Trust）、切斯特動物園（Chester Zoo）、孟菲斯動物園（Memphis Zoo）及聖地牙哥動物園（San Diego Zoo）都有飼養小安德烈斯島鬣蜥。所有的都是來自多米尼克。飼養它們及人工繁殖非常困難。雖然曾進行交配及生蛋，但大部份的蛋都是未受精的，目前只曾在杜瑞爾野生動物保育信託有兩次成功繁殖的紀錄。

## 外部連結
- Encyclopedia of Life （页面存档备份，存于）
- Saint Barth Fauna & Flora